# Município de Guyan (condado de Gallia, Ohio)
O município de Guyan (em inglês: Guyan Township) é um município localizado no condado de Gallia no estado estadounidense de Ohio. No ano de 2010 tinha uma população de 1166 habitantes e uma densidade populacional de 14,23 pessoas por km².

## Geografia
O município de Guyan encontra-se localizado nas coordenadas 38° 37′ 57″ N, 82° 18′ 34″ O. Segundo a Departamento do Censo dos Estados Unidos, o município tem uma superfície total de 81.91 km², da qual 81,68 km² correspondem a terra firme e (0,28 %) 0,23 km² é água.

## Demografia
Segundo o censo de 2010, tinha 1166 pessoas residindo no município de Guyan. A densidade populacional era de 14,23 hab./km².